# Csöbörcsök
Csöbörcsök vagy Töbörcsök (románul Cioburciu, oroszul Чобручи [Csobrucsi]) a Moldovától elszakadt Dnyeszter Menti Köztársaságban található település a Prut folyón túl, a Dnyeszter partján. Valószínűleg a legkeletibb csángó falu volt. 1989-ben 8880 lakosa volt.
A faluba a 16. század elején érkeztek dnyeszterfehérvári (akkermani) magyarok, akiket Hunyadi János telepített a városba 1450 körül (egyesek szerint[pontosabban?] határőrzésre odatelepített népességről vagy etelközi maradványmagyarságról van szó).
A település neve Jerney János és Kiss Lajos szerint besenyő vagy kun eredetű, mindkettőjük szerint kapcsolatban áll a Töbörzsök helynévvel (ma Sárbogárd része).
A falu a 16. században mezővárossá nőtte ki magát, lakói főleg kereskedelemmel és mezőgazdasággal foglalkoztak. Lakói hosszú ideig őrizték magyar nyelvüket, 1750-ben a népesség fele még beszélt magyarul.
Az 1768–1774 közti orosz–török háború során a falu elnéptelenedett, a visszavonuló tatár sereg a Krími félszigetre vitte a lakosok egy részét. A visszatérők között már nem voltak magyarok, legalábbis az 1771-es és 1772-es orosz összeírások neveinek elemzése szerint.
Ma lakosságának többsége moldáv, csak egy-két családnév utal magyar eredetre.

## Egyházi élete
A csöbörcsöki magyar katolikusokról az első említés 1632-ből való, Paolo Bonnici ferences misszionárius szerint a Pruton és a Dnyeszteren túl, a tatárok pusztáinál 12 ház katolikus található, viszont 300 család régen szintén katolikus volt, csak a paphiány miatt átálltak ortodoxnak vagy lutheránusnak.1639-ban Niccolo Barsi de Lucca szerint 30 házban magyar katolikusok élnek, s nemrég épült templomuk van.
A lengyelországi jezsuiták moldvai missziójának 1654. április 6-i jelentése szerint Csöbörcsökön és körülötte mintegy 20 faluban nagyobbrészt katolikus magyarok laknak. Damokos Kázmér, a csíksomlyói ferences kolostor főnöke 1657-ben hat vagy hét katolikus faluról tud Csöbörcsök környékén. 1767-ben Zöld Péter néhány nap alatt 7139 személyt gyóntatott és 2512-t keresztelt meg.
1767-ben katolikus temploma „a város közepén van kőből, fatoronnyal. Van két ezüst, jól megaranyozott kelyhük, négy miseruhájuk a többi öltözettel együtt különféle színben. Tehát minden eszköz elég illendő, egy művészi kézzel emelt oltár van templomban, és azon a mennybe felvett Boldogságos Szűz Mária képe van festve”.
Papjai:
- 17. század vége: Vaszi pap.[7][8]
- 1706. július vége, augusztus eleje - 1709. december 6. után: Lippay István. 1706. június 6-án Bay Mihály és Pápai Gáspár jelentik II. Rákóczi Ferenc fejedelemnek a csöbörcsökiek kérését, hogy küldjön számunkra papot. Lippay 1706. augusztus 6-án már levelet ír, amelyben leírja fogadtatását a faluban.[9] 1709. december 6-án még mindig ott tartózkodik, Ráday Pál így ír róla naplójában: „Jött hozzám (Kausányba /Căuşeni, Moldvai Köztársaság) azon pap ember, kit ennekelőtte négy esztendővel a felséges fejedelem Tatárországba küldött ott egy Csoburcsi nevű faluban lakos magyaroknak kívánságára, beszélvén sok kérdezkedések között eredetét azon magyarok ott létének, hogy tudniillik minekutána I. Ulászló (László) király Várnánál megverettetett a törökök által, és azután csakhamar magyar Neszterfejérvár is – mit törökül Akkermannak hínak és a Dnjesztr (Neszter) partján, a tenger mellett van épitve – kezökre esett, akkor maradtak el az ott való lakosokból, most jobbágysága alatt lévén magának a tatár khánnak (hámnak), aki őket aga által több, Budzsakban (Bucsákban) levő jószágival együtt kormányoztatja.”[10]
- 1731. október 3-án arról értesülünk, hogy a de Propaganda diákjaként Csűrös József papnövendék kéri Csöbörcsökre való kinevezését.[11] Később Zöld Péter ezt írja róla: „tíz évig mint plébános volt náluk, és ott halt meg”.[12]
- 1767 májusában Zöld Péter székely pap és páter Ferenc huszvárosi plébános 11 napot tölt a településen, megállapítja, hogy a helyiek jó katolikusok, ámbár 17 éve nem láttak papot.[13]